# Метсю, Брюно
Брюно́ Метсю́ (фр. Bruno Metsu; 28 января 1954, Кудкерк-Виллаж — 14 октября 2013, там же) — французский футболист, полузащитник. Тренер.

## Биография
В 2002 году во время работы в Сенегале принял ислам, женился на местной женщине Рохайе Дабе Ндиайе и выбрал имя Абдул Карим Метсю.

### Карьера игрока
Воспитанник футбольной школы «Дюнкерка». До своего отъезда на стажировку в бельгийский «Андерлехт» один сезон провёл за юношескую команду «Азебрука». По возвращении во Францию выступал за родной «Дюнкерк», отыграв за который три сезона, в июле 1975 года подписал профессиональный контракт с «Валансьеном», который выступал в только что открытом Дивизионе 1. В 1979 году Метсю переходит в «Лилль», с которым заключает контракт на два года. Заканчивал свою карьеру в Дивизионе 2, выступая сначала за «Ниццу», затем в сезоне 1983-84 в «Рубе». Последним клубом, за который Метсю выступал в качестве игрока, был «Бове», вместе с которым он смог выйти в Дивизион 2. Также последние годы своей игровой карьеры Брюно Метсю выступал в роли играющего тренера.

### Карьера тренера
По окончании футбольной карьеры, в 1987 году Метсю был назначен главным тренером «Бове», и клуб под его руководством достиг наивысшего для себя результата — четвертьфинала Кубка Франции в 1988 году. После этого успеха с «Бове», Брюно Метсю возглавил «Лилль».
В 2000 году возглавил сборную Сенегала, которую привёл к её первому чемпионату мира 2002 года. На мундиале, проходившем в Японии и Корее, сенегальцы сотворили сенсацию, обыграв в стартовом матче действующих чемпионов мира — сборную Франции — со счётом 1:0. Сборная Сенегала дошла до четвертьфинала, выбив в 1/8 финала Швецию и проиграв в четвертьфинале другой сенсации, сборной Турции.
За проделанный труд Брюно Метсю стал удостаиваться в прессе прозвищ наподобие «Колдун», «Шаман» или «Волшебник», однако ему не понравились подобные сравнения. Он настаивал, что успех его команде принесли упорная тяжёлая работа и дисциплина: в поддержку Метсю выступали и игроки, отмечавшие коллективный дух команды как основу успеха. Также в адрес Метсю пришло очень много писем из Франции со словами поддержки.
В 2002 году Брюно Метсю переезжает в ОАЭ, где возглавляет клуб «Аль-Айн», с которым дважды выигрывает чемпионат ОАЭ и в 2003 году становится победителем азиатской Лиги чемпионов. После чего возглавлял катарскую команду «Аль-Гаррафа», которую привёл к чемпионству в 2005 году, и саудовский клуб «Аль-Иттихад».
После успешной работы на уровне клубов Метсю в 2006 году возглавил сборную ОАЭ, вместе с которой в январе 2007 выигрывал Кубок Персидского залива.
С сентября 2008 года по февраль 2011 года являлся главным тренером сборной Катара. В марте 2011 года снова возглавил катарский клуб «Аль-Гарафа». В 2012 году тренировал клуб из Дубая «Аль-Васл».
26 октября 2012 года ушёл в отставку с поста тренера после госпитализации в Дубае, во время которой у него был обнаружен рак.

## Смерть
В октябре 2012 года, через три месяца после того как Метсю сменил Диего Марадону на посту тренера дубайского клуба «Аль-Васл» у него был обнаружен первичный рак толстого кишечника, с метастазами в лёгких и печени. Болезнь была уже в терминальной стадии, пациенту дали всего три месяца жизни. Метсю подвергся химиотерапии и последние месяцы жизни провёл в борьбе с болезнью пребывая в своей родной коммуне Кудкерк-Виллаж (Coudekerque-Village) в северной Франции. Метсю скончался вечером 14 октября 2013 года в клинике des Flandres в коммуне Кудкерк-Виллаж.. У него осталась жена Вивиан Дьей Метсю (Viviane Dièye Metsu) и трое детей — Энцо, Ной и Маева и сын Реми от первой жены
.
Поскольку в 2006 году Метсю принял ислам, по его желанию тело было похоронено на мусульманском кладбище Йоф в Сенегале.

## Достижения тренера
- Финалист Кубка Гамбарделлы: 1988
- Финалист Кубка африканских наций: 2002
- Четвертьфиналист Чемпионата мира по футболу: 2002
- Чемпион ОАЭ: 2003, 2004
- Победитель Лиги чемпионов АФК: 2003
- Победитель Кубка Наследного принца Катара: 2005
- Чемпион Катара: 2004/05
- Победитель Кубка Персидского залива: 2007